# Ernâni Sátiro (João Pessoa)
O conjunto Ernâni Sátiro é um bairro da zona sudeste de João Pessoa.

## Limites geográficos
Limita-se ao norte com a BR-230, ao sul com o bairro de Gramame, a leste com o bairro dos Funcionários II e a oeste com a BR-101 e o bairro do Costa e Silva.

## Histórico
Construído em 1977 pela CEHAP-PB (Companhia Estadual de Habitação Popular do Estado da Paraíba), durante o "boom" de conjuntos habitacionais patrocinados pelo governo federal (período que, em João Pessoa vai aproximadamente de 1960 à 1990), seu nome homenageia o ex-governador  da Paraíba, Ernâni Sátiro.
O conjunto Ernâni Sátiro, como outros projetos estatais semelhantes nas zonas sul-sudeste de João Pessoa, foi destinado à população de baixa renda, boa parte da qual, egressa de favelas desmanteladas pelo poder público. Posteriormente, durante o governo Tarcísio Burity (1979-1983), o próprio conjunto experimentou um processo de favelização em sua periferia, prontamente reprimido pelo governador com o uso do aparato jurídico e militar ao seu dispor.

## Infra-estrutura

### Escolas
Possui uma rede educacional que conta com quatro escolas públicas, sendo uma de Ensino Médio e as outras três de Ensino Fundamental, dentre as quais destaca-se a "Escola Estadual de Primeiro e Segundo Grau Prefeito Oswaldo Pessoa", situada na rua Professor José Holmes, sem número.
Existe também uma creche localizada no interior do bairro.
O bairro conta também com duas unidades do PSF.

### Comércio
Conta com um comércio popular próprio, que localiza-se na Rua Professora Adelaide Figueiredo Gouveia (mais conhecido como "boxes do Ernâni"), onde localiza-se o único posto de gasolina do bairro, assim como a unica loja de recebimento de contas e correspondência bancária da região, o PagFacil.
Atualmente vem também crescendo o número de estabelecimentos comerciais na Rua Professor José Holmes, uma das portas de entrada do bairro para quem vem tanto do bairro Funcionários II, quanto para quem vem do bairro Esplanada. Conta atualmente com uma lotérica que atua como posto de atendimento da Caixa Econômica Federal.

## Problemas contemporâneos
Trinta anos após a sua inauguração, o conjunto dispõe ainda de uma infra-estrutura precária, tendo apenas duas de suas ruas asfaltadas. Mais de 90% do bairro não conta com rede coletora de esgotos.
Como outros bairros pobres das periferias de grandes cidades brasileiras, o Ernâni Sátiro possui sérios problemas com a criminalidade. O bairro tornou-se conhecido pela atuação de um grupo de extermínio o qual, supostamente, seria comandado por dois policiais militares ligados ao narcotráfico.